# كهف القفزة
كهف القفزة (بالعبرية: מערת קפזה) هو موقع أثري منذ عصر ما قبل التاريخ يقع في أسفل جبل القفزة، في مرج ابن عامر من الجليل الأسفل، جنوبي الناصرة.[بحاجة لمصدر] تم اكتشاف بقايا مهمة لأشخاص من عصر ما قبل التاريخ في الموقع - بعض من أقدم الأمثلة في العالم، خارج إفريقيا، لكائنات بشرية حديثة تشريحياً.

## للقراءة المتعمقة
- Yehuda Rut, The Forgotten Cave, in Al Hamishmar, 1959.
- Qafzeh, History of Discoveries, by Bernard Vandermeersch.